# لاسک، کویافسکو-پومورسکی
دهکده لاسِک [ˈlasɛk] در شمال لهستان و در شهرستان توخولا که جزو استان کویافسکو-پومورسکی است قرار دارد. این دهکده از لحاظ اداری بخشی از گمینا توخولا است.  این دهکده تقریباً در ۱۶ کیلومتر (۱۰ مایل) شمال توخولا و ۶۹ کیلومتر (۴۳ مایل) شمال بیدگوشچ واقع شده است.